# Saginaw Gears (IHL)
Die Saginaw Gears waren ein US-amerikanisches Eishockeyfranchise der International Hockey League aus Saginaw, Michigan. Ihre Heimspielstätte war das Saginaw Civic Center.

## Geschichte
Die Saginaw Gears wurden 1972 als Franchise der International Hockey League gegründet. Nachdem die Gears in ihrer ersten Spielzeit noch nicht die Play-offs hatte erreichen können, stand das Team in den folgenden zwei Jahren jeweils im Play-off-Finale. Den Turner Cup, die Meisterschaft der IHL, gewannen die Gears erstmals in der Saison 1976/77. Nachdem die Mannschaft nach der Hauptrunde mit 91 Punkten auf dem ersten Tabellenrang stand und somit die Fred A. Huber Trophy gewann, erreichte sie später das Play-off-Finale, wo die Gears ebenfalls siegreich waren. Die Saginaw Gears holten in der Saison 1976/77 somit das Double. Neben dem Hauptrundensieg, konnten sie auch den Turner Cup erringen.
Erst in der Spielzeit 1980/81 standen die Gears wieder im Play-off-Finale, welches mit 4:0 Siegen gegen die Kalamazoo Wings gewonnen werden konnte. Es folgte eine weitere Finalteilnahme im folgenden Jahr, ehe sich die Saginaw Gears im Sommer 1983 auflösten.

## Saisonstatistik
Abkürzungen: GP = Spiele, W = Siege, L = Niederlagen, T = Unentschieden, OTL = Niederlagen nach Overtime SOL = Niederlagen nach Shootout, Pts = Punkte, GF = Erzielte Tore, GA = Gegentore, PIM = Strafminuten
| Saison  | GP | W  | L  | T  | OTL | SOL | Pts | Platz     | Playoffs                   |
| 1972/73 | 74 | 30 | 41 | 3  | —   | —   | 63  | 5., North | nicht qualifiziert         |
| 1973/74 | 76 | 38 | 34 | 4  | —   | —   | 80  | 2., North | Niederlage im Finale       |
| 1974/75 | 75 | 49 | 29 | 3  | —   | —   | 89  | 3., North | Niederlage im Finale       |
| 1975/76 | 78 | 43 | 26 | 9  | —   | —   | 95  | 1., North | Niederlage in der 2. Runde |
| 1976/77 | 78 | 40 | 27 | 11 | —   | —   | 91  | 1., North | Sieger des Turner Cups     |
| 1977/78 | 80 | 40 | 28 | 12 | —   | —   | 92  | 1., North |                            |
| 1978/79 | 80 | 35 | 35 | 10 | —   | —   | 80  | 3., North | Niederlage in der 1. Runde |
| 1979/80 | 80 | 43 | 27 | 10 | —   | —   | 96  | 2., North | Niederlage in der 2. Runde |
| 1980/81 | 82 | 45 | 29 | 8  | —   | —   | 98  | 1., East  | Sieger des Turner Cups     |
| 1981/82 | 82 | 36 | 38 | 8  | —   | —   | 80  | 5., IHL   | Niederlage im Finale       |
| 1982/83 | 82 | 29 | 44 | 9  | —   | —   | 71  | 4., East  |                            |

## Bekannte Spieler
- Mario Lessard
- Bob Froese
- Dan Djakalovic
- Don Waddell
- Roy Sommer